# Philips (Familienname)
Philips ist ein Familienname. Zu Herkunft und Bedeutung siehe Phillips.

## Namensträger
- Anton Philips (1874–1951), niederländischer Wirtschaftsführer
- Bilal Philips (* 1947), jamaikanisch-kanadischer muslimischer Hassprediger
- Carlo Philips (1868–1936), deutscher Dichter, Schriftsteller und Übersetzer
- Dirk Philips (1504–1568), niederländischer Theologe und Mitbegründer der Mennoniten
- Eric Philips (* 1962), australischer Polarabenteurer, Polarführer und Raumfahrer
- Francis Charles Philips (1849–1921), britischer Schriftsteller und Schauspieler
- Frederik Philips (1830–1900), niederländischer Industrieller und Bankier
- Frits Philips (1905–2005), niederländischer Industrieller
- Gerard Philips (Industrieller) (1858–1942), niederländischer Industrieller
- Gérard Philips (Theologe) (1899–1972), belgischer katholischer Theologe
- Gina Philips (* 1970), US-amerikanische Schauspielerin und Filmproduzentin
- Hermann August Philips (1844–1927), deutscher Genre- und Porträtmaler
- John Finis Philips (1834–1919), US-amerikanischer Politiker
- Judson Philips (Pseudonym: Hugh Pentecost; 1903–1989), US-amerikanischer Schriftsteller
- Katherine Philips (1632–1664), englisch-walisische Dichterin, Übersetzerin und Literatin
- Lee Philips (1927–1999), US-amerikanischer Schauspieler und Regisseur
- Lion Philips (1794–1866), holländischer Fabrikant
- Margot Philips (1902–1988), deutsch-neuseeländische Malerin
- Mary Philips (1901–1975), US-amerikanische Schauspielerin
- Obbe Philips (um 1500–1568), niederländischer Mediziner, Führer der Täuferbewegung
- Peter Philips (1561–1628), englischer Komponist
- Regina Philips (* 1961), deutsche Judoka
- Reginald Enos Kirkland Philips junior (1951–1986), jamaikanischer Diplomat
- Sherree Philips, australische Szenenbildnerin